# Orsu
Orsu é uma LGA (Local Government Area) e uma tribo no Imo (estado) de Nigéria. Orsu também é o nome do dialeto desse povo. Eles são um subgrupo ibo localizado a oeste de Orlu cidade ao sul de Ozubulu, ao norte de Oguta e nas áreas gerais em torno de Oru, Orsu, Orlu, Njaba, Ihiala, Nnewi e Oguta LGAs.